# Piwigo
Piwigo, es una aplicación de gestión de álbumes de fotos web, disponible bajo licencia GPL. Está escrito en PHP y requiere una base de datos MySQL, PostgreSQL o SQLite.
Anteriormente Piwigo era conocido como PhpWebGallery. El creador de Piwigo, Pierrick Le Gall, explica los motivos del cambio de nombre en su blog el 24 de septiembre de 2008.

## Principales características
Añadir fotos
Puedes añadir tus fotos mediante un formulario, un software cliente FTP, digiKam, Shotwell, Lightroom, iPhoto (usuarios Mac), Aperture (usuarios Mac) o aplicaciones de móviles para iPhone/iPad y Android.
Tamaños múltiples
Para adquirir mayor compatibilidad con varias resoluciones de pantalla (desde teléfonos inteligentes hasta televisores HD), cada foto está disponible en 9 tamaños, desde XXS hasta XXL para adaptarse a todas las pantallas.
Marcas de agua
Piwigo puede añadir automáticamente marcas de agua en todas las fotos para protegerlas ante copias de terceros.
Álbumes
Cada imagen puede estar asociada a uno o a varios álbumes. Admite una estructura jerárquica de profundidad ilimitada.
Etiquetas
Los administradores pueden describir las imágenes mediante etiquetas o grupos de etiquetas relacionadas, tales como "París + noche + Noemí".
Calendario
Extraído de los metadatos EXIF, Piwigo puede conocer la fecha de captura de una foto e incluso mostrarlas en un calendario en función de una fecha concreta ya sea un día, mes o año.
Temas
La apariencia del aspecto gráfico de la galería la definen los temas. Hay numerosos temas disponibles creados por la comunidad Piwigo.
Un tema específico se crea automáticamente al ser cargado por los terminales móviles (teléfono inteligente) y está optimizado para la navegación táctil.
Plugins
Los plugins son complementos que permiten ampliar la funcionalidad de Piwigo añadiéndole características extra. Algunos ejemplos de añadidos son: Google Video, Dailymotion, YouTube, Google Maps, Vimeo, Google Earth, o la presentación de las imágenes en un Lightbox.
Permisos
Los permisos determinan quién puede ver las fotografías. Puede controlarse la privacidad del contenido estableciendo permisos individualmente o en grupos (fotos concretas, álbumes enteros, usuarios concretos y grupos enteros).
Sistema de notificación
Los usuarios pueden ser alertados sobre cambios y actualizaciones a través de canales RSS, correo electrónico o redes sociales como Twitter, Facebook o Google+.

Para conocer más características puede visitarse la página web oficial del proyecto.

## Implementación
Piwigo puede ser implementado en un entorno de hosting utilizando varios métodos. Para ello es conveniente descargar la última versión estable de Piwigo desde Piwigo.org. Puede descargarse el archivo completo y subir el código fuente al servidor o descargar el script php Netinstall, subirlo al servidor y dejar que el script realice la descarga automáticamente al servidor.Para conocer más detalles acerca de los métodos de instalación de Piwigo puede visitarse la guía de instalación de la página oficial del proyecto.
Piwigo puede instalarse también en distribuciones GNU/Linux como Debian/Ubuntu mediante el paquete Piwigo APT.
Algunos servicios de hosting web compartidos ofrecen también una instalación de Piwigo automatizada desde su panel de control. Piwigo está disponible en SimpleScripts y Softaculous.
El servicio de hosting de Piwigo.com ofrece a los usuarios una forma fácil de implementar la galería en línea de Piwigo sin tener que instalar Piwigo en tu propio servidor web.

## Historia
Piwigo fue escrito originalmente por Pierrick Le Gall como un proyecto personal en otoño de 2001. Inspirado en el software libre del foro phpbb que instaló para el sitio web de su universidad, eligió la licencia GPL para distribuir y empezar toda una comunidad en torno al proyecto. En primavera de 2002, fue lanzada la primera versión de Piwigo.

En 2002, Piwigo ya estaba disponible en varios idiomas.
En 2004, se puso en marcha una herramienta para realizar todo el seguimiento de errores para posibilitar el trabajo en equipo.
En 2005, se creó un Administrador de extensiones en línea que permitía compartir fácilmente todas las contribuciones con la comunidad. 
En 2006, se abrió la puerta a la personalización de la apariencia gráfica gracias a introducción de temas.
En 2007, se añaden funcionalidades extra que extienden las capacidades de la aplicación mediante plugins.
En 2009, PhpWebGallery se convierte en Piwigo. pLoader (Piwigo Uploader) simplifica la adición de fotos a la galería para los usuarios de Windows, Mac y Linux.
En 2010, Digikam, Shotwell y Lightroom son también capaces de añadir fotografías a la galería, así como un mejorado sistema web en Piwigo 2.1. Se lanza Piwigo.com (dedicado al hosting para Piwigo).
En 2012, la página web está disponible en 10 idiomas y la comunidad sigue prosperando. La última versión estable, Piwigo 2.6, aporta 60 nuevas características, más de 1200 modificaciones de código realizadas por 12 desarrolladores y más de 100 traductores. Han sido añadidos tres nuevos idiomas, expandiendo Piwigo a 47 idiomas disponibles.
En 2013 la comunidad Piwigo sigue expendiéndose y aportando nuevas funciones.